# Санчес Барбудо, Сальвадор
Сальвадор Санчес Барбудо (исп. Salvador Sánchez Barbudo; 14 марта 1857, Херес-де-ла-Фронтера — 28 ноября 1917, Рим) —  испанский художник, ориенталист и жанрист.

## Биография

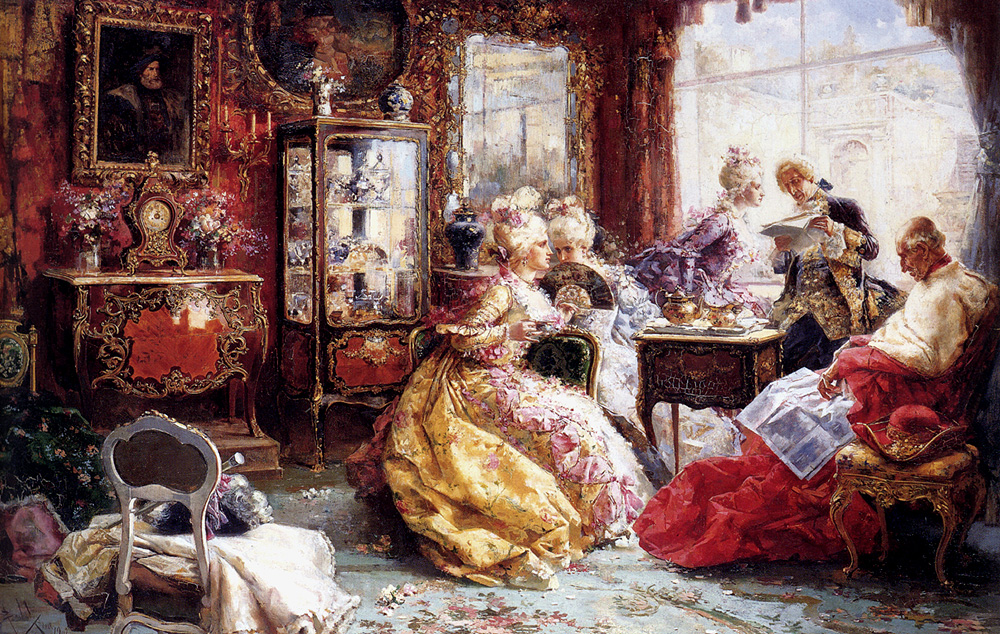
Полдень в светской гостиной

Родился в 1857 году в Херес-де-ла-Фронтера — городе, расположенном в испанской провинции Кадис.
Учился живописи в Севилье, затем в Мадриде, после чего, заручившись материальной поддержкой одного из богатых испанских аристократов — маркиза дель Кастрильо, отправился в Рим.
Там он стал членом Испанской академии в Риме — сообщества художников, основанного по образцу французской академии, которую в то время возглавлял Хосе Вильегас Кордеро, под руководством которого Санчес Барбудо завершил обучение живописному мастерству.
Художник остался в Риме на долгие годы, писал ориентальные и исторические сцены, иллюстрации и «жанры». Свои картины Санчес, по большей части, отсылал на выставки в Мадрид.
Скончался в 1917 году в Риме.

## Галерея

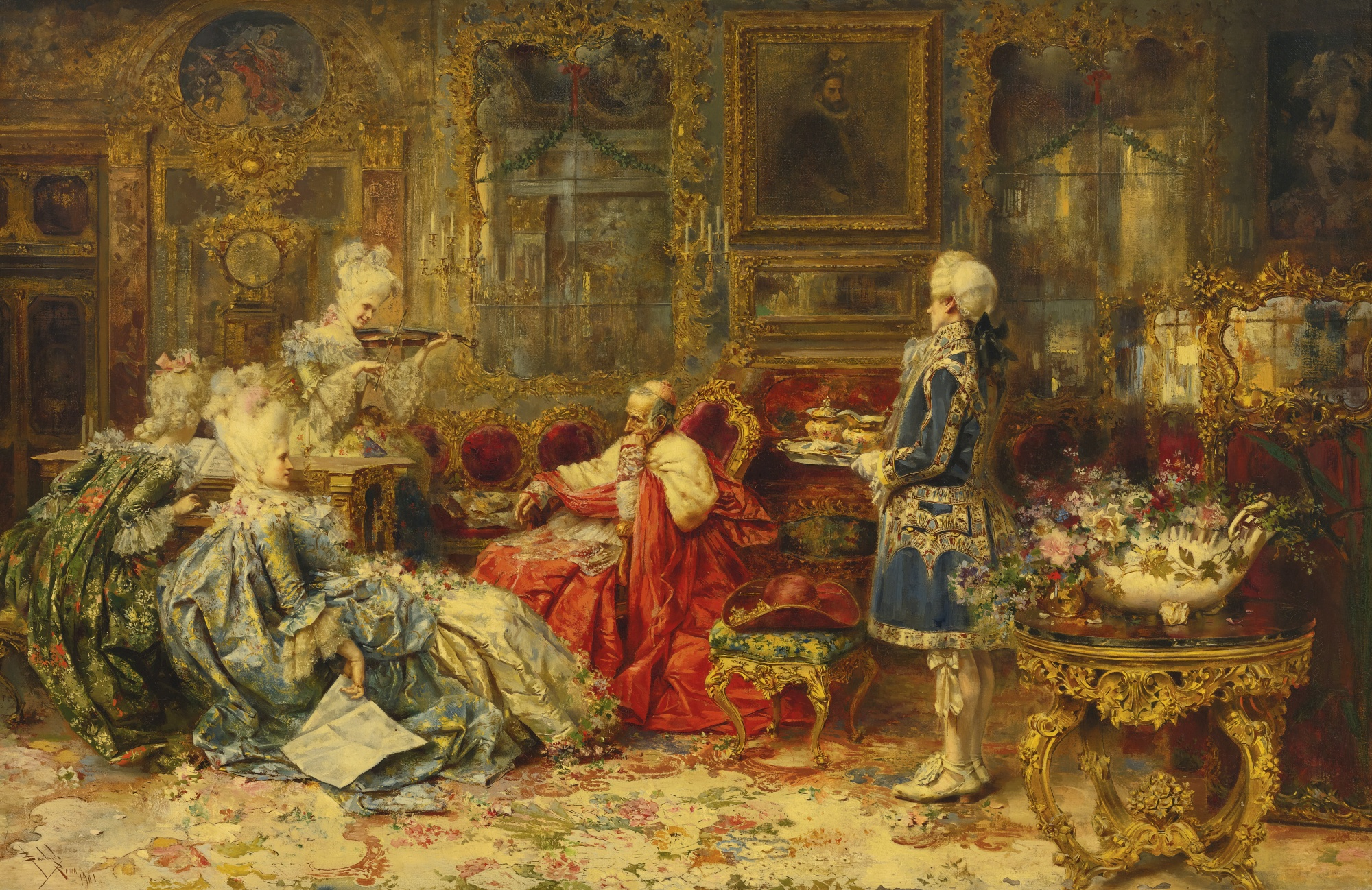
Музыкальная интерлюдия
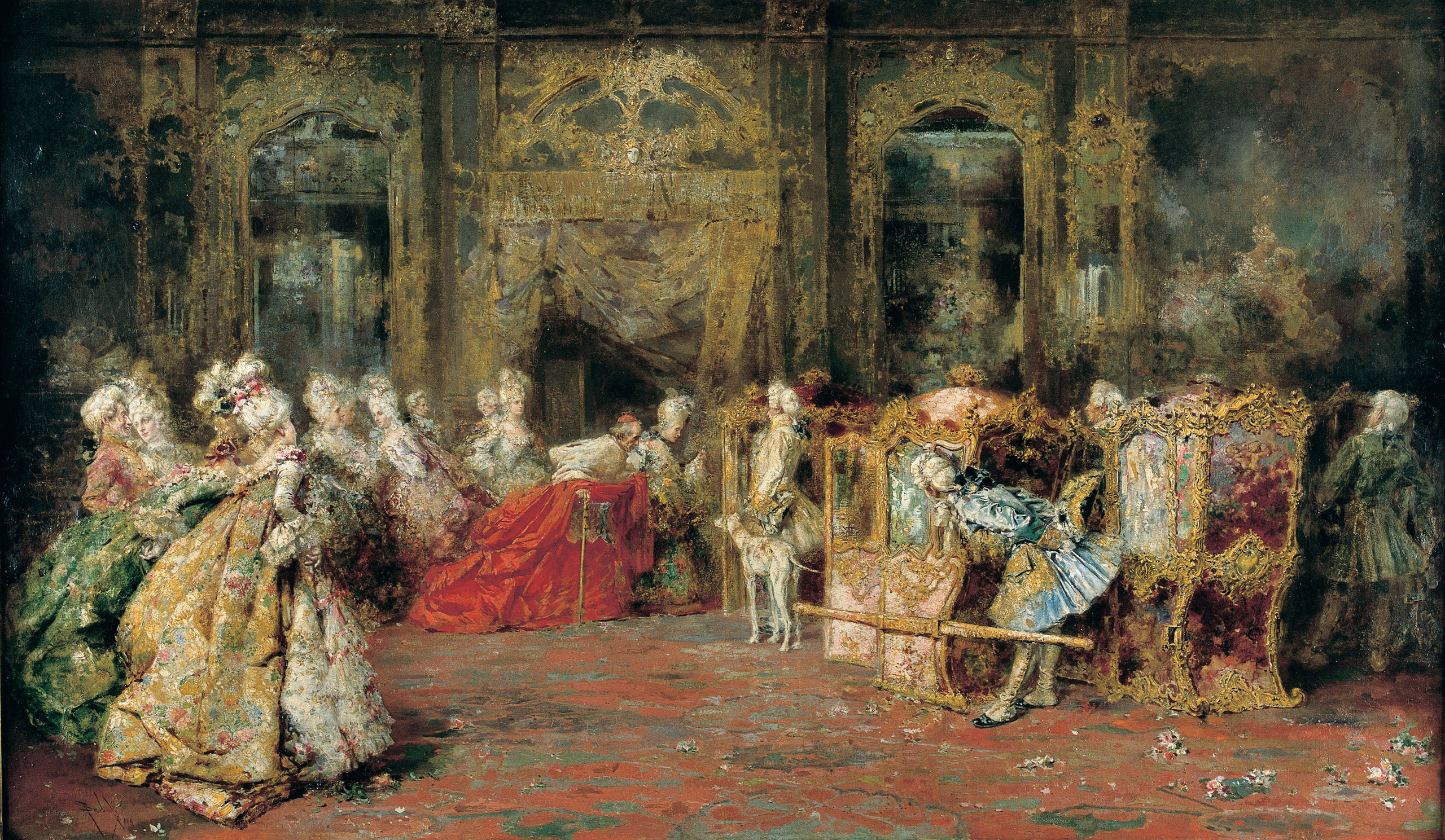
Визит кардинала
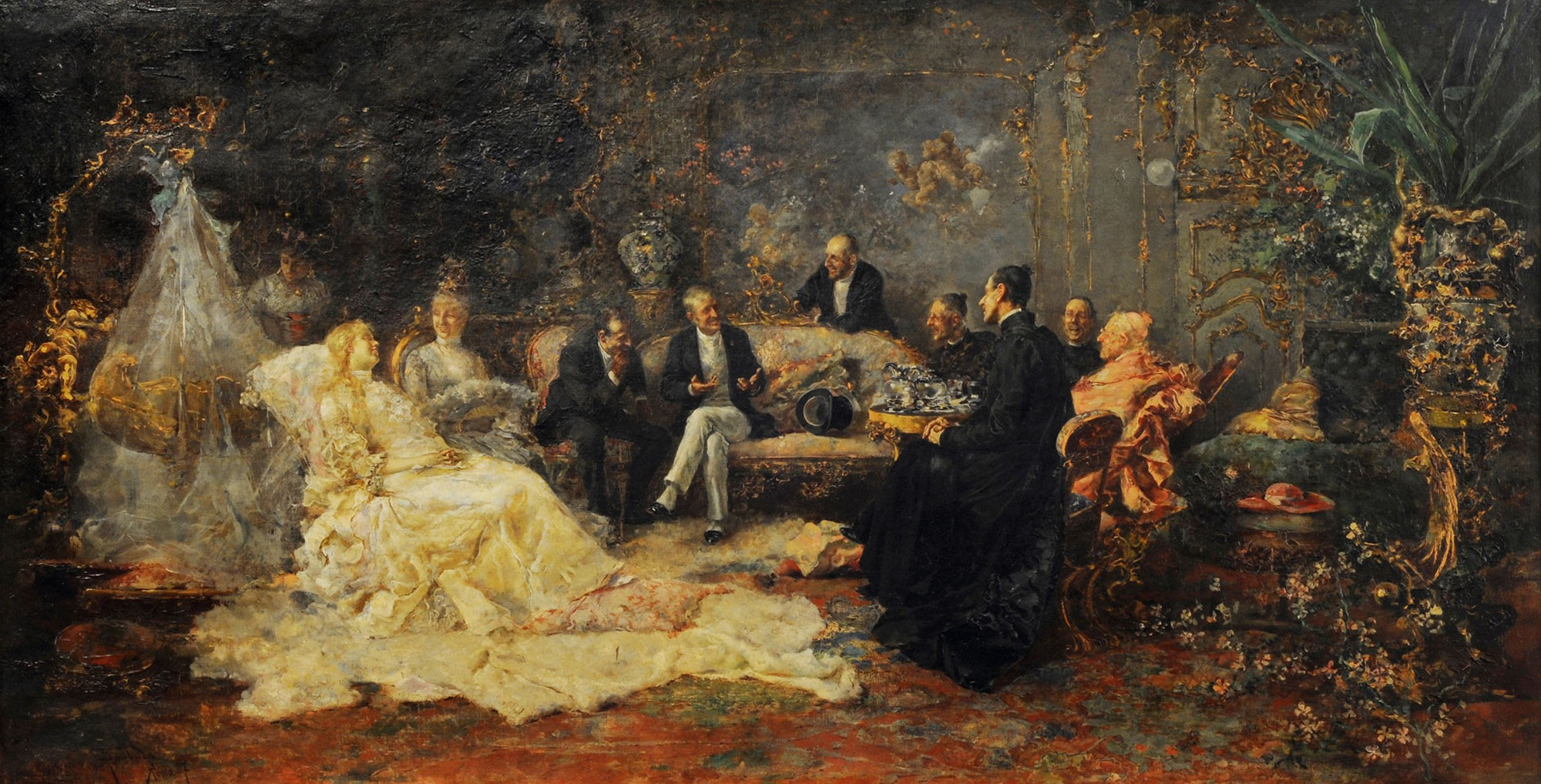
Посещение женщины, недавно родившей ребёнка
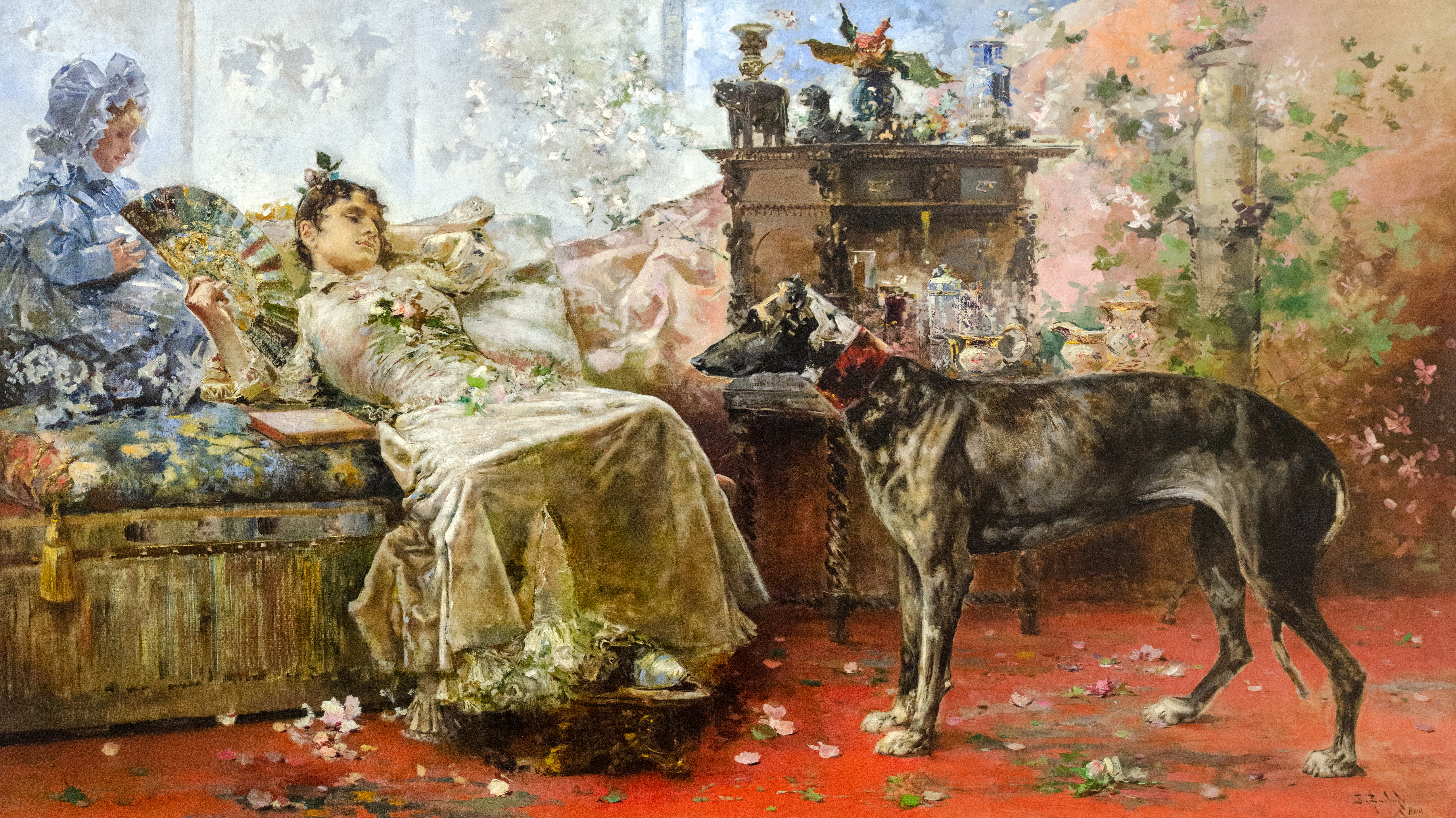
Сиеста
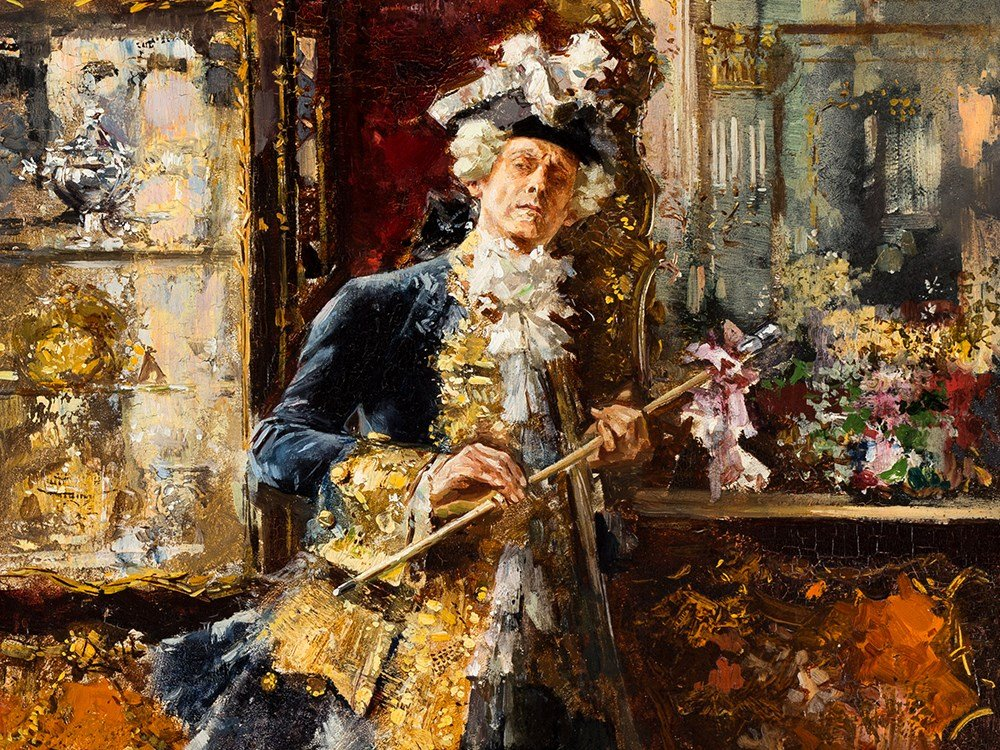
Аристократ
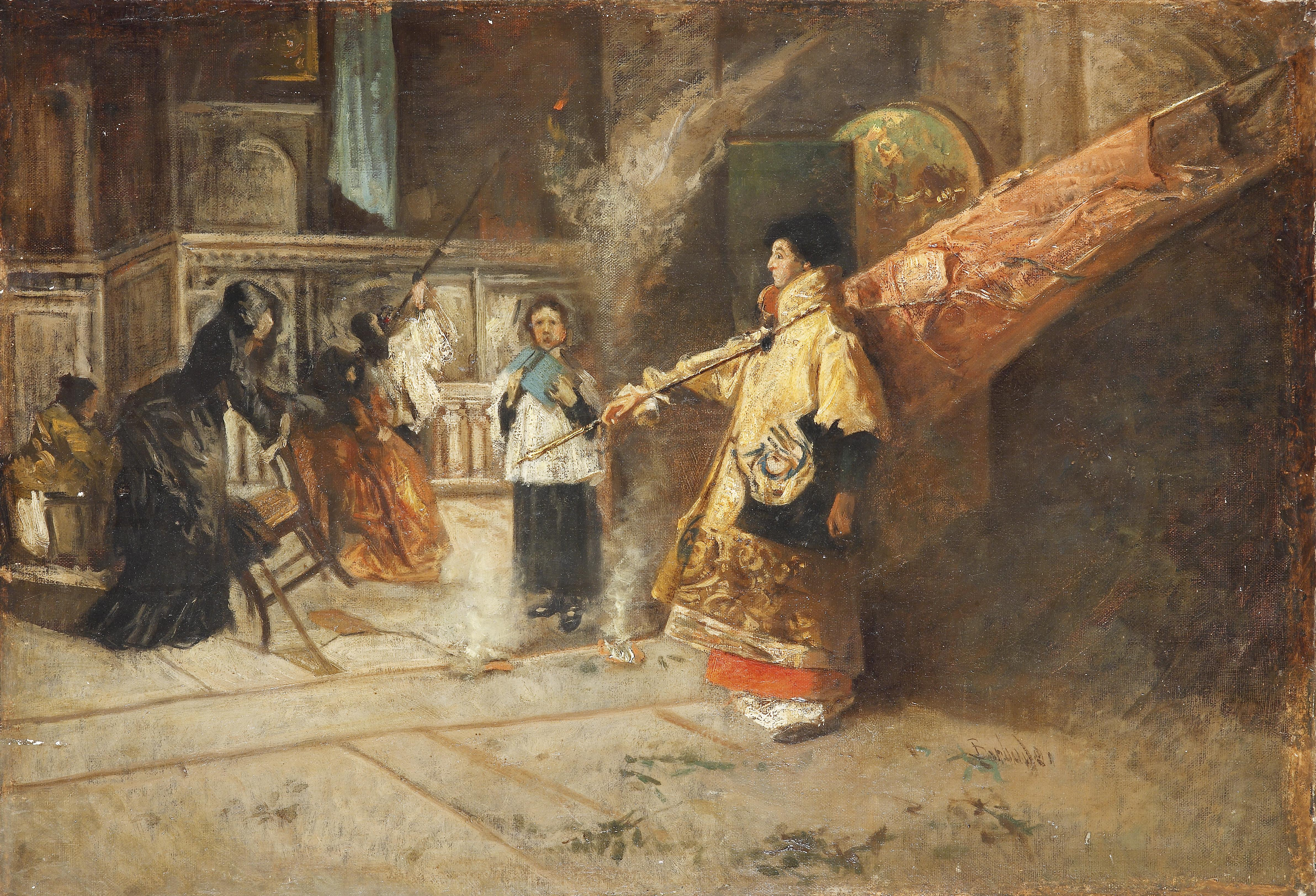
Юный хоругвеносец
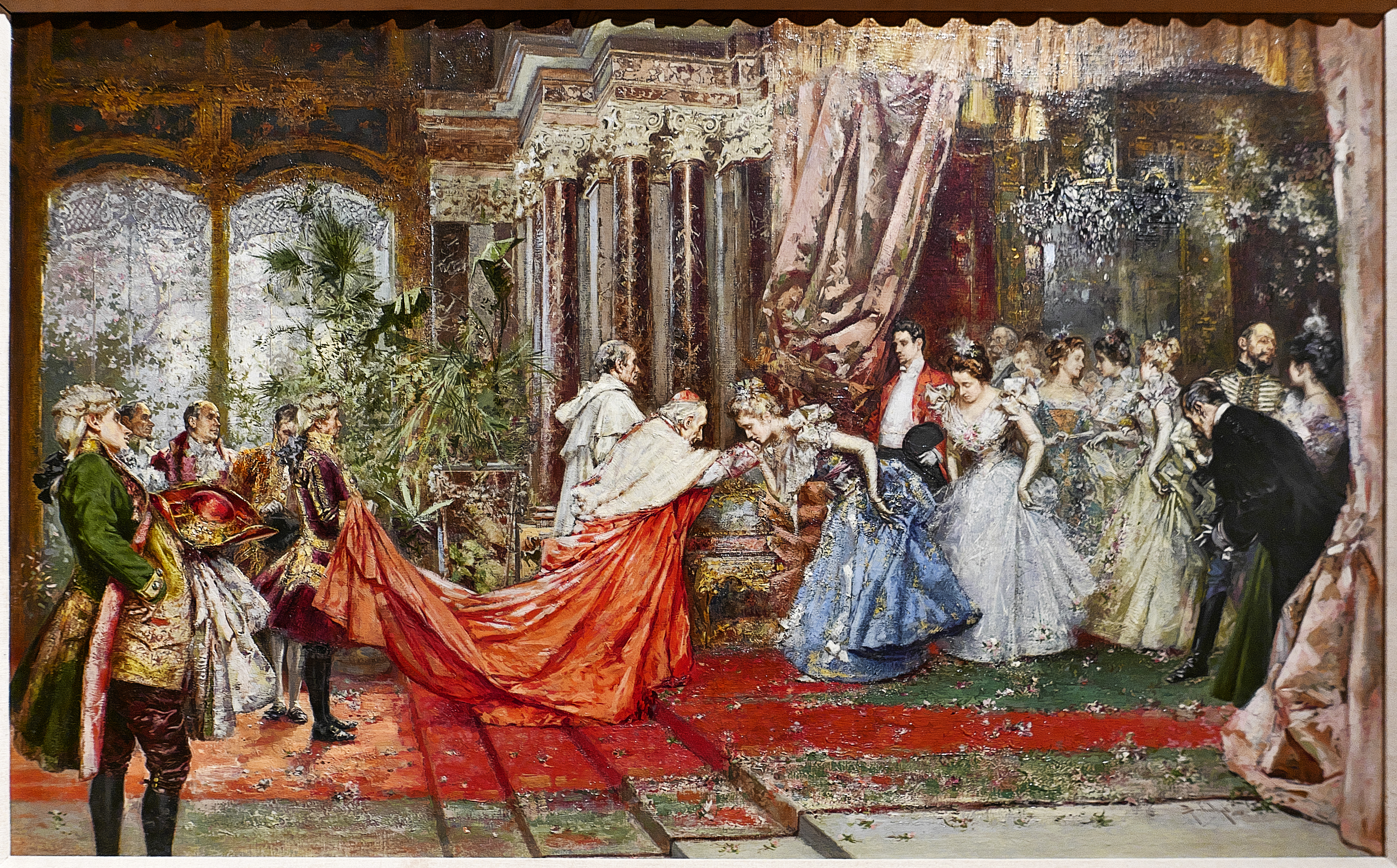
Кардинал и княгиня
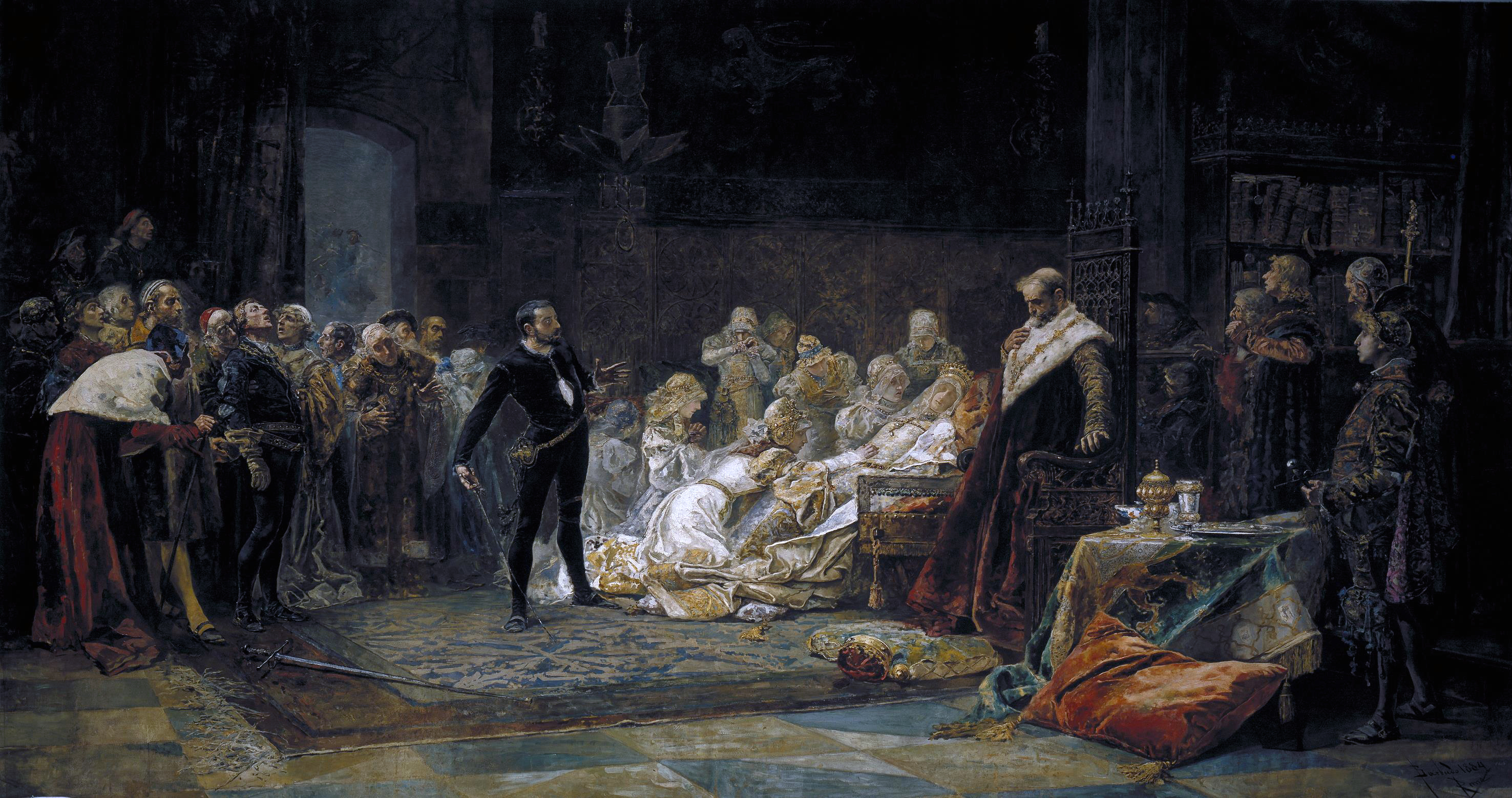
Сцена из «Гамлета»
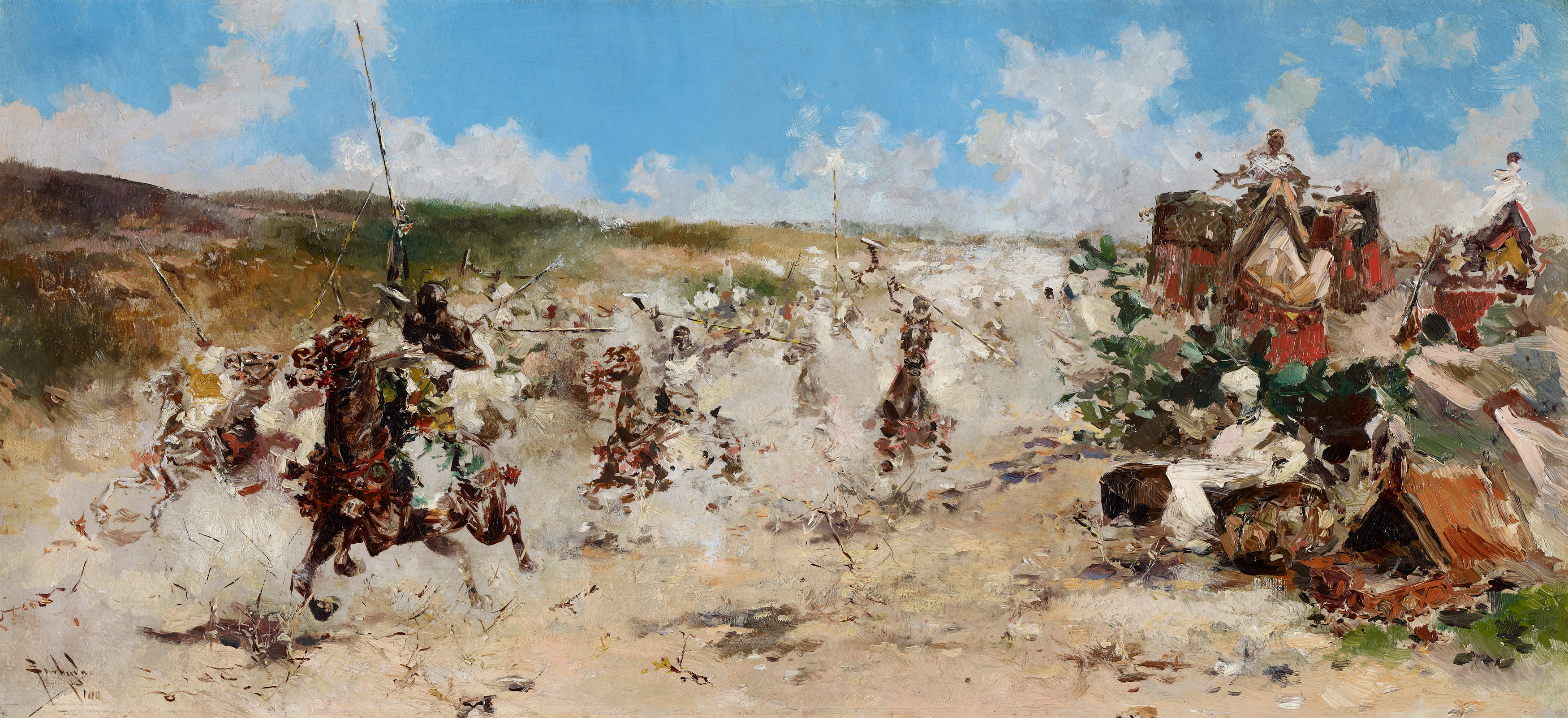
Африка. Выстрелы в воздух